# Gustav Wegner
Gustav Wegner (* 4. Januar 1903 in Jarotschin, Provinz Posen; † 7. Juni 1942 in Taborki, Sowjetunion; zur Unterscheidung vom Hürdenläufer und Zehnkämpfer Erwin Wegner gelegentlich Wegener geschrieben) war ein deutscher Leichtathlet, der bei den Europameisterschaften 1934 Sieger im Stabhochsprung wurde (4,00 m). In seiner aktiven Zeit war er 1,77 m groß und 68 kg schwer.
Aus kinderreicher Familie stammend, hatte er sich über Lehrerbildungsseminare für ein Hochschulstudium vorbereitet. Er war Absolvent der Preußischen Hochschule für Leibesübungen in Spandau und kam 1927 als ausgebildeter Turn-, Schwimm- und Ruderlehrer nach Halle. Dort schloss er sich dem Sportverein VfL Halle 1896 an.
Von 1929 bis 1931 verbesserte er mehrmals den deutschen Rekord im Stabhochsprung. Als erster deutscher Stabhochspringer übertraf er die Höhe von vier Metern.
1932 stellte ihn Richard Conrad als seinen ersten Assistenten im Hochschulsport ein. 1934 ging er als Erzieher an die Napola (heute Landesschule Pforta) nach Naumburg. Als Sportlehrer durfte er gemäß der damaligen Amateur-Bestimmungen nicht an Olympischen Spielen teilnehmen, auch seine Rekorde waren zeitweise umstritten. 
Am 7. Juni 1942 fiel er als Oberleutnant und Kompaniechef an der Ostfront. Nach ihm benannt ist das Gustav-Wegner-Stadion in Northeim.

## Deutsche Rekorde im Einzelnen
- 3,855 m, 29. Juni 1929, Halle
- 3,995 m, 21. Juli 1929, Breslau
- 4,055 m, 28. Juni 1930, Breslau
- 4,12 m, 28. Juni 1931, Amsterdam